# Tomás António Garcia Rosado
Tomás António Garcia Rosado, né le 4 mars 1854 à Beja et mort le 30 août 1937 à Sintra, est un général portugais qui fut le commandant en chef des troupes portugaises en France au cours de la Première Guerre mondiale.

## Biographie
Il a été en 1885 lors de l'expédition en Inde portugaise avec le prince Alphonse ; c'est à cette occasion qu'il fut le 344e grand-croix de l'Ordre de la Tour et de l'Épée. Puis, il était au comité de la société du Mozambique entre 1897 et 1898 avant d'y retourner comme gouverneur du Mozambique de 1902 à 1905. Il a remplacé, en août 1918, João Tamagnini Barbosa à la tête du Corps expéditionnaire portugais en France. Il devint le commandant de l'École des Attachés de Bataillon (Batalhão de Adidos) de 1917 à 1924 (devenue en 2006 l'École pratique des services). Il a aussi été ambassadeur du Portugal à Londres de 1926 à 1934.
Il a été marié à Maria Adelaide da Costa et eurent comme enfant Ilda da Costa Garcia Rosado.

## Distinctions
- Grand-croix de l'ordre de la Tour et de l'Épée